# Bobula Ida
Bobula Ida (Budapest, 1900. február 27. – Gaffney, Dél-Karolina, 1981. október 24.) magyar történész. Munkásságát áltudományos nézetek terjesztése jellemzi. Elsősorban a tudományosan cáfolt sumer–magyar nyelvrokonság elméletét terjesztő írásai ismertek; Badiny Jós Ferenc mellett Bobula Ida a legismertebb hirdetője ezen elméletnek.

## Élete
Apja ifj. Bobula János építészmérnök. Költőként indult; 1920-ban önálló kötete jelent meg. 1923-ban A szász uralkodóházból való királyok uralmának hatása Lengyelország felbomlására című disszertációjával doktorált történettudományból a budapesti Pázmány Péter Tudományegyetemen. Később az Egyesült Államokban folytatta tanulmányait. 1929-ben érkezett vissza a magyar fővárosba, ahol pedagógusként dolgozott.
1947-ben a politikai légkör változásai miatt az USA-ba emigrált. Itt eleinte a New Yersey's Woman College-ban, illetve a Kongresszusi Könyvtárban munkálkodott. Később a saját áltudományos nézeteivel átszőtt történelmet és szociológiát oktatott a dél-karolinai Limestone College-ban. 1955 és 1957 közt a magyar menekültprogram igazgatója volt Philadelphiában.
1981-ben hunyt el szerény anyagi körülmények között.

## Sumer irányultságú tevékenysége
A tudományosan cáfolt sumer–magyar nyelvrokonság elmélete még könyvtári munkássága alatt került érdeklődése középpontjába. Kilenc, javarészt angol nyelvű kötetben foglalkozott a nézeteinek kifejtésével. Állításait tudományosan cáfolták, ennek ellenére még mindig népszerűek az áltudományokra és a hamis nemzeti mítoszokra vevő közönsége körében.

## Művei
- Versek (Budapest, 1920)
- A nő a 18. század magyar társadalmában (Budapest, 1933)
- Nők útja a matriarchatustól a mai társadalomig (Budapest, 1938)
- Sumerian Affiliations. A Plea for Reconsideration (Washington, 1951)
- A sumér–magyar rokonság kérdése (Buenos Aires, 1961)
- A magyar nép eredete (Gainesville, 1966; Aston (FL), 1982; eredeti cím: Origin of the Hungarian nation)
- Kétezer magyar név szumír eredete (Montreal, 1970)
- Ősi mezopotámiai régészeti leletek vizsgálata hely, év[forrás?]
- Szumír műszaki tudományok hely, év[forrás?]

## Lásd még
- Alternatív vélemények a magyar nyelv rokonságáról
- Sumer–magyar nyelvelméletek